# Gary Burrell
Pour les articles homonymes, voir Burrell.
Gary Leon Burrell, né le 24 août 1937 à Stilwell, dans le Kansas et mort le 12 juin 2019 à Spring Hill, est un ingénieur électricien, homme d'affaires et philanthrope américain. Il est le cofondateur de l'entreprise Garmin spécialisée dans les systèmes de navigation GPS.

## Jeunesse
Gary Burrel est né en 1937. Il est diplômé en génie électrique de la Wichita State University et a une maîtrise du Rensselaer Polytechnic Institute,.

## Carrière
Burrell a travaillé pour Lowrance Electronics et King Radio Corporation. Au début des années 1980, il travaillait pour AlliedSignal.
Avec son partenaire Min Kao, Burrell a fondé Garmin en 1989 pour fabriquer des appareils de navigation pour l'aviation et la navigation de plaisance utilisant le système de positionnement global. Leur bureau d'origine était composé de deux chaises pliantes et d'une table. Certains militaires américains ont utilisé le GPS Garmin pendant la première guerre du Golfe, même si Garmin n'a jamais eu de contrat militaire. Plus tard, la technologie a été étendue au marché américain, fournissant des indications sur toutes les routes et autoroutes des États-Unis.
Il quitte ses fonctions exécutives en 2002 et ensuite la présidence de Garmin en 2004, tout en reste un actionnaire majeur. Forbes estime en 2015 sa fortune à 1.8 milliard de dollars, au plus haut de la valorisation de Garmin.

## Philanthropie
Burrell est un important donateur de l'église communautaire d'Indian Creek à Olathe, au Kansas.

## Vie privée
Burrell était marié et avait trois enfants. Il résidait à Spring Hill, Kansas. Il est décédé le 12 juin 2019, à l'âge de 81 ans, des complications de la maladie de Parkinson,,.